# Fritz de Quervain
Fritz de Quervain (Sion, 4 maggio 1868 – 24 gennaio 1940) è stato un chirurgo svizzero.
Autorità nel campo delle malattie della tiroide. Nel 1892 conseguì il dottorato presso l'Università di Berna, e alcuni anni più tardi divenne direttore del reparto di chirurgia in un ospedale di La Chaux-de-Fonds, nel cantone di Neuchâtel. Nel 1910 fu nominato alla cattedra di chirurgia presso l'Università di Basilea, e dal 1918 fu professore di chirurgia a Berna e direttore dell'Inselspital.
De Quervain ha pubblicato molti articoli dedicati a malattie della tiroide, che vanno dalla epidemiologia della malattia alle procedure tecniche di tiroidectomia. Il suo libro Spezielle chirurgische Diagnostik (Diagnostica speciale chirurgica) fu un autorevole libro di testo sulla chirurgia a quei tempi.
A de Quervain si deve l'introduzione del sale iodato per la prevenzione del gozzo. Due malattie prendono il nome di de Quervain:
- Tiroidite di De Quervain: infiammazione subacuta, non batterica della ghiandola tiroidea, spesso dopo un'infezione virale delle vie respiratorie
- Sindrome di De Quervain: infiammazione della guaina che circonda due tendini che controllano il movimento del pollice.